# یواخیم ماترن
یواخیم ماترن (انگلیسی: Joachim Mattern؛ زادهٔ ۲ مهٔ ۱۹۴۸) قایقران کانو اهل آلمان بود.